# حصار ميدان داغي
حصار ميدان‌ داغي هي قرية في مقاطعة ميانة، إيران. عدد سكان هذه القرية هو 198 في سنة 2006.